# Май (Верхньовілюйський улус)
Май (рос. Май)  — село Верхньовілюйського улусу, Республіки Саха Росії. Входить до складу Мейїкського наслегу.
Населення —  64 особи (2010 рік). 